# Herbert Marcuse
Herbert Marcuse (Germană: [maʀˈkuːzə]; n. 19 iulie 1898, Berlin, Imperiul German – d. 29 iulie 1979, Starnberg, RFG) a fost un filosof, sociolog și teoretician politic german, asociat cu Școala de Teorie Critică de la Frankfurt. Născut în Berlin, Marcuse a studiat în Berlin, în Frankfurt, și în cele din urmă în Freiburg, unde a și obținut titlul de doctor.  A fost o figură proeminentă a Institutului pentru Cercetare Socială bazat în Frankfurt - care mai târziu a devenit cunoscut sub numele de Școala de la Frankfurt. În cărțile sale, a criticat capitalismul, tehnologia modernă, materialismul istoric și cultura divertismentului, susținând că acestea reprezintă noi forme de control social. 
La finalul studiilor sale, sfârșitul anilor '60, începutul anilor '70, Marcuse a devenit cunoscut ca unul dintre cei mai proeminenți teoreticieni ai Noii Stângi și a mișcărilor studențești din Germania de Vest, Franța și Statele Unite ale Americii. Celebrat ca „tată al Noii Stângi”, cele mai cunoscute lucrări ale sale sunt Eros și Civilizație (1955) și Omul Unidimensional (1964). Opera marxistă a lui Marcuse a inspirat numeroși intelectuali radicali și activiști politici în anii 1960 și 1979, atât în Statele Unite cât și la nivel internațional.